# Euroregio Glacensis
Euroregio Glacensis - regionalny tygodnik wydawany od 1997 w Kłodzku.

## Informacje ogólne
Pomysłodawcą i twórcą gazety był Bogusław Bieńkowski, który też, do 2015 roku był jej redaktorem naczelnym. Gazeta wydawana jest regularnie co tydzień. Swoim zasięgiem tematycznym obejmuje obszary gmin powiatów: kłodzkiego i ząbkowickiego. Wydawana jest od 1997. Należy do najbardziej poczytnych gazet regionu. ISSN 1429-5997

## Układ tygodnika
Do stałych rubryk należą:
Aktualności, informacje i regionalne rozmaitości,
Felietony, np. Z notatnika szydercy
Dział Od gminy do gminy, a w nim m.in.: 
Wiadomości spod Twierdzy czyli informator samorządowy miasta Kłodzko,
 Wiadomości Powiatowe,
Wokół Kłodzka - informator samorządowy Gminy Wiejskiej Kłodzko,
Odgłosy Orlickie - informator Dusznik-Zdroju.
Reportaże z życia regionu - Obiektywem po regionie.
Rozrywka, sport i informator o ważniejszych wydarzeniach i imprezach,
Dodatek telewizyjny
Tygodnik posiada rozbudowany dział reklam i ogłoszeń, w tym giełdę pracy.